# پدرو دلگادو
پدرو دلگادو روبلدو (تلفظ [ˈpeðɾo delˈɣaðo ɾoˈbleðo]؛ زادهٔ ۱۵ آوریل ۱۹۶۰) که پریکو نیز نامیده می‌شود، رکابزن حرفه‌ای سابق اسپانیایی است که در رشتهٔ دوچرخه‌سواری جاده فعالیت می‌کرد. او توانست دو بار در سال‌های ۱۹۸۵ و ۱۹۸۹ برندهٔ ووئلتا اسپانیا و یک‌بار در سال ۱۹۸۸ برندهٔ تور دو فرانس شود.
دلگادو متخصص مسیرهای کوهستانی بود و سبک تهاجمیش باعث افزایش هواداران او شده‌بود. همچنین تا آغاز دههٔ ۱۹۹۰ تایم تریل‌روی خوبی بود؛ ولی پس از آن نتوانست خود را با تغییرات فنی در دوچرخه‌های تایم تریل وفق دهد.
پایان تور دو فرانس ۱۹۸۷ و ووئلتا اسپانیای ۱۹۸۵ و تمام تور دو فرانس ۱۹۸۹ جزء رقابت‌های خاطره‌انگیز دلگادو در مسابقات بزرگ هستند. در طی تور ۱۹۸۸ نمونهٔ دوپینگ دلگادو به دلیل وجود عامل پوشانندهٔ پروبنیسید مثبت اعلام شد؛ ولی به او اجازه داده شد که مسابقه را ادامه دهد و هیچ جریمه‌ای دریافت نکرد.
او اکنون مفسر ورزشی تله‌بیسیون اسپانیولا در رویدادهای ورزشی مهم است.

## دلگادو در تور دو فرانس
دلگادو یازده بار در تور دو فرانس شرکت کرد. نخستین بار در ۲۳ سالگی در تور حضور یافت و پس از مرحلهٔ ۱۷ رتبهٔ دوم رده‌بندی اصلی را به دست آورد؛ هرچند در مراحل بعد آن را از دست داد. پس از آن، دلگادو مصمم شد که برندهٔ این مسابقه شود.
در سال ۱۹۸۳ تیم رینولدز برای نخستین بار در تور دو فرانس شرکت کرد. آنخل آرویو ستارهٔ تیم بود و دلگادو رکابزنی جوان بود. آن سال، تور شامل ۴ تایم تریل انفرادی به علاوهٔ پرولوگ و شش مرحلهٔ کوهستانی بود. بنابراین دلگادو فرصت کافی برای نشان دادن خود داشت. در پایان مرحلهٔ ۱۷ دلگادو با فاصلهٔ حدود ۷۰ ثانیه‌ای با لوران فینیون (رکابزن ۲۳ سالهٔ دیگری که برای نخستین بار در تور حضور می‌یافت) در رتبهٔ دوم رده‌بندی اصلی جای گرفت. مسمومیت غذایی در مرحلهٔ بعد منجر به از دست رفتن ۲۵ دقیقه و فرصت نخستین پیروزی در تور برای دلگادو شد. دلگادو تور را در رتبهٔ ۱۵ به پایان رساند.
این تنها بدبیاری دلگادو در تور دو فرانس نبود. در سال‌های دیگر نیز او از شکست ترقوه، مرگ مادرش در طی یک مرحله، نشر خبر مثبت بودن یک آزمایش دوپینگ که بعداً اشتباه بودن آن ثابت شد، التهاب معدی‌روده‌ای و اشتباهی مرگبار که باعث از دست دادن ۷ دقیقه در دو مرحلهٔ ابتدایی تور ۱۹۸۹ شد، رنج برد.

### تور دو فرانس ۱۹۸۷
در تور دو فرانس ۱۹۸۷ دلگادو نبردی حماسی با استیفن روچ داشت که نتیجهٔ آن در تایم تریل انفرادی مرحلهٔ ماقبل آخر به سود روچ تعیین شد. اختلاف پایانی ۴۰ ثانیه بود که در آن زمان، رکورد دومین فاصلهٔ حداقل در تاریخ تور بود. دلگادو سومین تایم تریل‌روی برتر تور بود؛ ولی روچ بهترین بود.

### تور دو فرانس ۱۹۸۸
دلگادو در تور دو فرانس ۱۹۸۸ با فاصله‌ای مطمئن قهرمان شد. هرچند که این تور برای او ساده نبود. بعد از ظهر پس از مرحلهٔ ۱۷ یک شبکهٔ تلویزیونی خبر مثبت بودن آزمایش دوپینگ دلگادو را منتشر کرد. چند ساعت بعد، مجریان تور مطلب را به اچواری (مربی تیم او) اطلاع دادند؛ ولی توضیحی دربارهٔ مادهٔ شناسایی‌شده ندادند. همان شب مدیر مسابقه به هتل اچواری رفت و پیشنهاد کرد که دلگادو از تور کناره‌گیری کند. این قضیه مشابه اتفاقی بود که در جیروی ۱۹۶۹ برای ادی مرکس رخ داده‌بود.
صبح روز بعد، نامهٔ رسمی به دست اچواری رسید که در آن مشخص شد مادهٔ شناسایی شده، پروبنیسید است . پروبنیسید داروی کلیه و نیز عامل پوشانندهٔ استروئیدهای آنابولیک است. در سال ۱۹۸۸ هر ورزشی فهرست متفاوتی از مواد ممنوعه داشت و کمیته المپیک نیز فهرست خود را داشت. البته در سال ۱۹۹۰ توافق شد که فهرست‌ها یکی شوند. پروبنیسید در فهرست کمیته المپیک بود؛ ولی در فهرست اتحادیه جهانی نبود. بر اساس بند ۳۵ مقررات تور ۱۹۸۸، آزمایش دوپینگ باید طبق قوانین اتحادیه جهانی انجام می‌شد. در نهایت هیئت داوران فنی اعلام کردند که دلگادو قوانین اتحادیه را نقض نکرده‌است. این تصمیم منجر به ابراز نارضایتی مدیر تور و برخی از رکابزنان شد.
در سال ۱۹۸۸ جریمهٔ این نوع دوپینگ، جریمهٔ زمانی ۱۰ دقیقه‌ای بود که در همان تور برای یکی از رکابزنان اعمال شد. دلگادو که تبرئه شده‌بود، این جریمه را دریافت نکرد. برتری نهایی دلگادو به نفر دوم در رده‌بندی اصلی اندکی بیش از ۷ دقیقه بود.
دلگادو پیراهن طلایی را به مدت ۱۱ روز به تن داشت و هر روز آزمایش دوپینگ می‌داد. هیچ نشانه‌ای از پروبنیسید یا استروئیدها در هیچ آزمایشی وجود نداشت. او از مردم برای حمایتشان تشکر کرد و ادعا کرد که همیشه از حمایت‌هایی که در طی رقابت دریافت می‌کرد، استقبال کرده‌است.

### تور دو فرانس ۱۹۸۹
دلگادو برندهٔ تور دو فرانس ۱۹۸۹ نشد؛ ولی شاید دیدنی‌ترین عملکرد خود را در مسابقه به نمایش گذاشت. او پرولوگ را با تأخیر ۱۴۰ ثانیه‌ای آغاز کرد؛ ولی تنها ۱۴ ثانیه کندتر از برندهٔ مرحله بود. او تنها مدافع قهرمانی بود که مسابقه را در مکان آخر آغاز می‌کرد. او بعداً اعتراف کرد که آن شب عصبی بود و نخوابید. دو مرحله در روز بعد برگزار شد. در مرحلهٔ دوم که تایم تریل تیمی بود، دلگادو به دلیل کم‌خوابی بسیار ضعیف بود و دچار هیپوگلیسمی شده‌بود. در این مرحله نیز بیش از چهار و نیم دقیقه زمان از دست داد. پس از مرحلهٔ دوم دلگادو در رتبهٔ آخر و هفت دقیقه عقب‌تر از لوران فینیون (دارای بهترین رتبه در میان رقیبان اصلی) بود.
در ادامهٔ مسابقه دلگادو وضعیت تهاجمی به خود گرفت. واکنش او در تایم تریل انفرادی مرحلهٔ پنجم آغاز شد و توانست پس از گرگ لوموند در مکان دوم آن مرحله قرار گیرد. در مرحلهٔ نهم که نخستین مرحلهٔ کوهستانی بود، دلگادو در آخرین سربالایی حمله کرد و ۲۹ ثانیه از عقب‌ماندگی خود را جبران کرد. در مرحلهٔ بعد نیز همراه روبرت میلر و بیش از ۳ دقیقه جلوتر از رقیبان اصلی از خط پایان گذشت. به این ترتیب، در پایان این مرحله، دلگادو به رتبهٔ چهارم رده‌بندی اصلی صعود کرد و تنها کمتر از ۳ دقیقه با فینیون که رهبر مسابقه بود، فاصله داشت. در مرحلهٔ هفدهم دلگادو همراه با فینیون از خط گذشت و به سکوی سوم رده‌بندی اصلی رسید؛ در حالی که تنها کمتر از ۲ دقیقه با او اختلاف داشت. ولی او بیش از حد خسته بود و نتوانست این فاصله را در مراحل باقیمانده جبران کند و در پایان، پس از لوموند و فینیون بر سکوی سوم ایستاد.

## نتایج در گرند تورها
| گرند تور       | ۱۹۸۲ | ۱۹۸۳ | ۱۹۸۴   | ۱۹۸۵ | ۱۹۸۶   | ۱۹۸۷ | ۱۹۸۸   | ۱۹۸۹ | ۱۹۹۰ | ۱۹۹۱   | ۱۹۹۲ | ۱۹۹۳ | ۱۹۹۴ |
| -------------- | ---- | ---- | ------ | ---- | ------ | ---- | ------ | ---- | ---- | ------ | ---- | ---- | ---- |
| ووئلتا اسپانیا | ۲۹   | ۱۵   | ۴      | ۱    | ۱۰     | ۴    | ناتمام | ۱    | ۲    | ناتمام | ۳    | ۶    | ۳    |
| جیرو دیتالیا   | —    | —    | —      | —    | ناتمام | —    | ۷      | —    | —    | ۱۵     | —    | —    | —    |
| تور دو فرانس   | —    | ۱۵   | ناتمام | ۶    | ناتمام | ۲    | ۱      | ۳    | ۴    | ۹      | ۶    | ۹    | —    |